# George Bernard Shaw
George Bernard Shaw (Dublin, 26 de julho de 1856 – Ayot St Lawrence, 2 de novembro de 1950) foi um dramaturgo, romancista, contista, ensaísta e jornalista irlandês. Cofundador da London School of Economics, foi também o autor de comédias satíricas de espírito irreverente e inconformista.
Shaw irritou-se com o que percebeu ser a exploração da classe trabalhadora. Socialista ardente, escreveu muitos folhetos e discursos para o Socialismo fabiano. Tornou-se um orador dedicado à promoção de suas causas, que incluem ganhar direitos iguais para homens e mulheres, aliviar os abusos contra a classe trabalhadora, rescindir a propriedade privada de terras produtivas e promover estilos de vida saudáveis. Em pouco tempo, tornou-se ativo na política local, no London County Council.
Ele e o cantor Bob Dylan são os únicos a terem obtido um Prêmio Nobel de Literatura (1925) e um Óscar (1938). Shaw por suas contribuições para a literatura e por seu trabalho no filme Pygmalion (adaptação de sua peça de mesmo nome). Ele quis recusar o Prémio Nobel porque não tinha gosto por honrarias públicas. Mas acabou aceitando a pedido da esposa que considerava o Nobel como homenagem à Irlanda. No entanto, ele rejeitou o dinheiro pedindo que os fundos fossem utilizados para financiar traduções de livros suecos para o inglês.

## Vida e obra

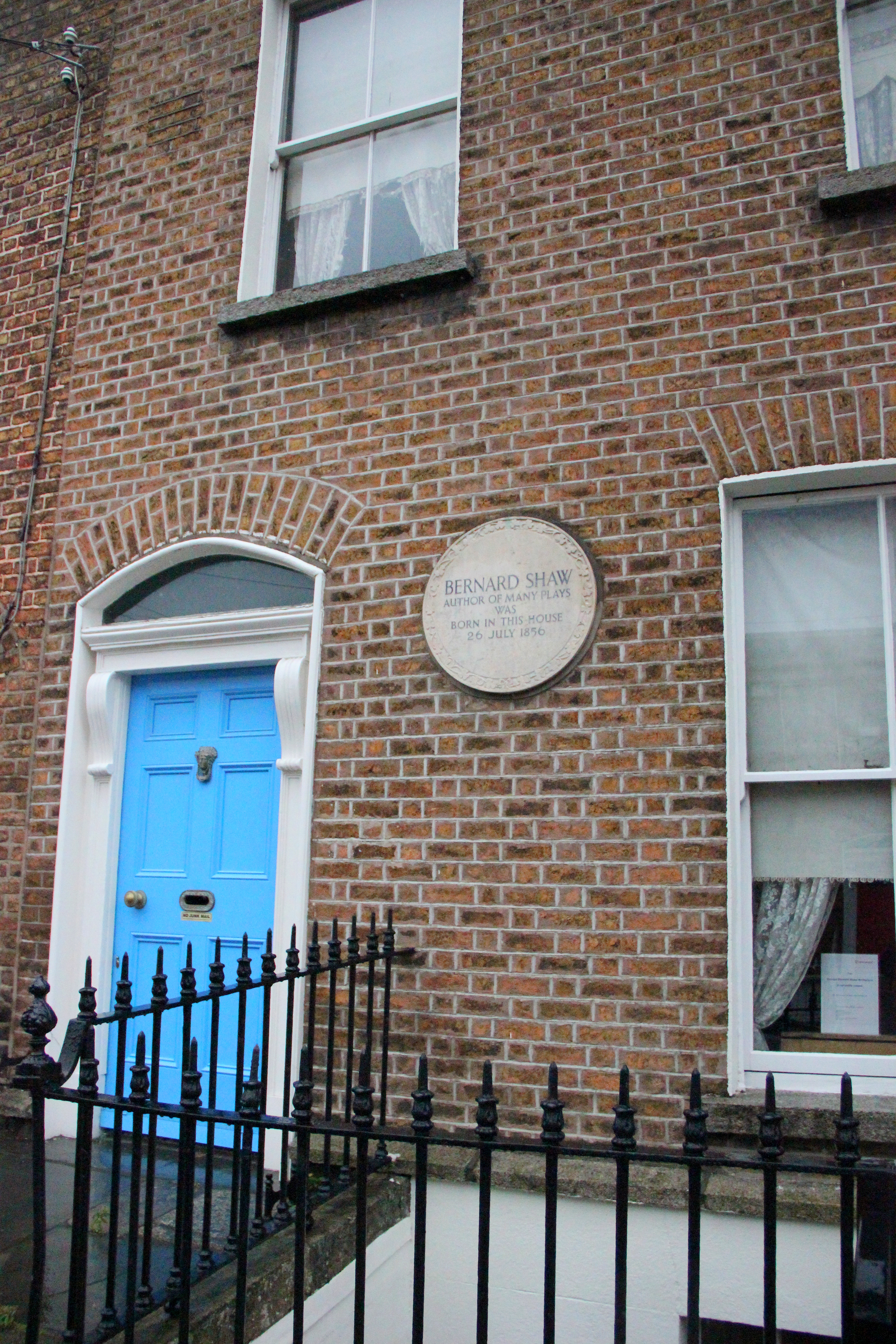
Local onde nasceu em 1856. A placa diz: "Bernard Shaw, autor de muitas peças, nasceu nesta casa em 26 de julho de 1856".

George Bernard Shaw nasceu em 26 de julho de 1856, em Synge Street, em Dublin. Filho de George Carr Shaw (1814-1885), e Elizabeth Lucinda Gurly (1830-1913), uma cantora profissional. Ele nasceu em uma tradicional mas empobrecida família protestante, foi de início instruído por um tio mas rejeitou a educação escolar e, aos 16, anos empregou-se em um escritório. Adquiriu amplo conhecimento artístico graças à mãe, Lucinda Elizabeth Gurly Shaw, e às frequentes visitas à Galeria Nacional da Irlanda. Decidido a tornar-se escritor, foi morar em Londres em 1876, porém, por mais de dez anos, seus romances foram recusados por todos os editores da cidade, assim como a maior parte dos artigos enviados à imprensa. Tornou-se vegetariano, fervoroso defensor do socialismo Fabiano, orador brilhante, polemista, e fez as primeiras tentativas como dramaturgo.
Em 1885, conseguiu um trabalho fixo na imprensa e, durante quase uma década, escreveu resenhas literárias, críticas de arte e brilhantes colunas musicais. Sua atividade literária, em especial a produção teatral, foi uma sequência de sucessos; destacou-se também na crítica literária, teatral e musical, na criação de panfletos e ensaios sobre assuntos políticos, econômicos e sociais; sendo ainda um prolífico epistológrafo. Como crítico de teatro da Saturday Review (1895), atacou insistentemente a pobreza qualitativa e artística da produção teatral vitoriana.
Durante a Primeira Guerra Mundial, interrompeu sua produção teatral e publicou um polêmico panfleto, Common Sense About the War, no qual considerava o Reino Unido, os aliados e os alemães igualmente culpados e reivindicava negociações de paz.
Recusou o Nobel de Literatura de 1925 e, em suas últimas peças, intensificou as pesquisas com a linguagem não-realista, simbolista e tragicômica. Por cinco anos deixou de escrever para o teatro e dedicou-se ao preparo e publicação da edição de suas obras escolhidas (1930-1938), e ao tratado político The Intelligent Woman's Guide to Socialism and Capitalism (1928). A sua correspondência também foi publicada, destacando-se a troca de cartas com o escritor H. G. Wells.
Faleceu em 2 de novembro de 1950. Seu corpo foi cremado e suas cinzas, juntamente com as de sua esposa, foram misturadas e lançadas no jardim de sua casa ao longo da estátua de Joana d'Arc em Shaw's Corner, Hertfordshire na Inglaterra.

## Publicações - lista cronológica
| Escrito em | Título                                                                                    | Ano da primeira apresentação | Ano da Publicação                            |
| ---------- | ----------------------------------------------------------------------------------------- | ---------------------------- | -------------------------------------------- |
| 1878       | The Legg Papers (rascunho abandonado do romance)                                          |                              | não publicado                                |
| 1878       | "My Dear Dorothea..."                                                                     |                              | 1906                                         |
| 1878       | Passion Play (fragmento)                                                                  |                              | 1971                                         |
| 1879       | Immaturity (romance)                                                                      |                              | 1930                                         |
| 1880       | The Irrational Knot (romance)                                                             |                              | série 1885–7; Livro 1905                     |
| 1881       | Love Among the Artists (romance)                                                          |                              | série 1887–8; Livro 1900                     |
| 1882       | Cashel Byron's Profession (romance)                                                       |                              | série 1885–6; Livro 1886; rev 1889, 1901     |
| 1883       | An Unsocial Socialist (romance)                                                           |                              | série 1884; Livro 1887                       |
| 1884       | "A Manifesto" (Fabian tract 2)‡                                                           |                              | 1884                                         |
| 1884       | Un Petit Drame                                                                            |                              | 1959                                         |
| 1884–92    | Widowers' Houses (peça)                                                                   | 1893                         | 1893; rev. 1898                              |
| 1885       | "The Miraculous Revenge" (conto)                                                          |                              | 1906                                         |
| 1885       | To provident landlords and capitalists (Fabian tract 3)‡                                  |                              | 1885                                         |
| 1887       | The true radical programme (Fabian tract 6: Shaw a contributor)‡                          |                              | 1887                                         |
| 1887–88    | An Unfinished Novel (fragmento de romance)                                                |                              | 1958                                         |
| 1889       | Fabian Essays in Socialism (ed. Shaw com 2 ensaios de Shaw)                               |                              | 1889; rev. 1908, 1931, 1948                  |
| 1890       | What socialism is (Fabian tract 13)‡                                                      |                              | 1890                                         |
| 1890       | "Ibsen" (Lecture before the Fabian Society                                                |                              | 1970                                         |
| 1891       | The Quintessence of Ibsenism (crítica)                                                    |                              | 1891; rev. 1913                              |
| 1892       | Fabian election manifesto (Fabian tract 40)‡                                              |                              | 1892                                         |
| 1892       | The Fabian Society: what it has done, and how it has done it (Fabian tract 42)‡           |                              | 1892 rev. 1899                               |
| 1892       | "Vote! Vote!! Vote!!!" (Fabian Tract 43)‡                                                 |                              | 1892                                         |
| 1893       | The Impossibilities of Anarchism (Fabian tract 45)‡                                       |                              | 1892                                         |
| 1893       | The Philanderer (peça)                                                                    | 1905                         | 1898                                         |
| 1893       | Mrs. Warren's Profession (peça)                                                           | 1902                         | 1898, rev. 1930                              |
| 1893–94    | Arms and the Man (peça)                                                                   | 1894                         | 1898, rev. 1930                              |
| 1894       | A Plan of Campaign for Labor (incorporating "To Your Tents, O Israel") (Fabian tract 49)‡ |                              | 1894                                         |
| 1894       | Candida (peça)                                                                            | 1897                         | 1898, rev. 1930                              |
| 1895       | The Man of Destiny (peça)                                                                 | 1897                         | 1898, rev. 1930                              |
| 1895       | The Sanity of Art (crítica de arte)                                                       |                              | 1895, rev. 1908                              |
| 1895–96    | You Never Can Tell (peça)                                                                 | 1899                         | 1898, rev. 1930                              |
| 1896       | Fabian report and resolutions to the IS and TU Congress (Fabian tract 70)‡                |                              | 1896                                         |
| 1896       | The Devil's Disciple (peça)                                                               | 1897                         | 1901, rev. 1904                              |
| 1898       | The Perfect Wagnerite (crítica musical)                                                   |                              | 1898, rev. 1907                              |
| 1898       | Caesar and Cleopatra (peça)                                                               | 1901                         | 1901, rev. 1930                              |
| 1899       | Captain Brassbound's Conversion (peça)                                                    | 1900                         | 1901                                         |
| 1900       | Fabianism and The Empire: A Manifesto (ed. Shaw)                                          |                              | 1900                                         |
| 1900       | Women as councillors (Fabian tract 93)‡                                                   |                              | 1900                                         |
| 1901       | Socialism for millionaires (Fabian tract 107)‡ )                                          |                              | 1901                                         |
| 1901       | The Admirable Bashville (peça)                                                            | 1902                         | 1901                                         |
| 1901–02    | Man and Superman incorporating Don Juan in Hell (peça)                                    | 1905                         | 1903; rev. 1930                              |
| 1904       | Fabianism and the fiscal question (Fabian tract 116)‡                                     |                              | 1904                                         |
| 1904       | John Bull's Other Island (peça)                                                           | 1904                         | 1907; rev. 1930                              |
| 1904       | How He Lied to Her Husband (peça)                                                         | 1904                         | 1907                                         |
| 1904       | The Common Sense of Municipal Trading (comentário social)                                 |                              | 1908                                         |
| 1905       | Major Barbara (peça)                                                                      | 1905                         | 1907; rev. 1930, 1945                        |
| 1905       | Passion, Poison, and Petrifaction (peça)                                                  | 1905                         | 1905                                         |
| 1906       | The Doctor's Dilemma (peça)                                                               | 1906                         | 1911                                         |
| 1907       | The Interlude at the Playhouse                                                            | 1907                         | 1927                                         |
| 1907–08    | Getting Married (peça)                                                                    | 1908                         | 1911                                         |
| 1907–08    | Brieux: A Preface (criticism)                                                             |                              | 1910                                         |
| 1909       | The Shewing-Up of Blanco Posnet (peça)                                                    | 1909                         | 1911; rev. 1930                              |
| 1909       | Press Cuttings (peça)                                                                     | 1909                         | 1909                                         |
| 1909       | The Glimpse of Reality (peça)                                                             | 1927                         | 1926                                         |
| 1909       | The Fascinating Foundling (peça)                                                          | 1928                         | 1926                                         |
| 1909       | Misalliance (peça)                                                                        | 1910                         | 1914; rev. 1930                              |
| 1910       | Socialism and superior brains: a reply to Mr. Mallock                                     |                              | 1926                                         |
| 1910       | The Dark Lady of the Sonnets (peça)                                                       | 1910                         | 1914                                         |
| 1910–11    | Fanny's First Play (peça)                                                                 | 1911                         | 1914;                                        |
| 1912       | Androcles and the Lion (peça)                                                             | 1913                         | 1916                                         |
| 1912       | Overruled (peça)                                                                          | 1912                         | 1916                                         |
| 1912       | Pygmalion                                                                                 | 1913                         | 1916; rev. 1941                              |
| 1913       | Beauty's Duty (playlet)                                                                   |                              | 1932                                         |
| 1913       | Great Catherine: Whom Glory Still Adores (peça)                                           | 1913                         | 1919                                         |
| 1913–14    | The Music-Cure (peça)                                                                     | 1914                         | 1926                                         |
| 1914       | Common Sense about The War (comentário político)                                          |                              | 1914                                         |
| 1914       | The Case for Belgium (pamphlet)                                                           |                              | 1914                                         |
| 1915       | The Inca of Perusalem (peça)                                                              | 1916                         | 1919                                         |
| 1915       | O'Flaherty V.C. (peça)                                                                    | 1917                         | 1919                                         |
| 1915       | More Common Sense about The War (comentário político)                                     |                              | não publicado                                |
| 1916       | Augustus Does His Bit (peça)                                                              | 1917                         | 1919                                         |
| 1916–17    | Heartbreak House (peça)                                                                   | 1920                         | 1919                                         |
| 1917       | Doctors’ Delusions; Crude Criminology; Sham Education (compilation)                       |                              | 1931                                         |
| 1917       | Annajanska, the Bolshevik Empress (peça)                                                  | 1918                         | 1919                                         |
| 1917       | How To Settle The Irish Question (comentário político)                                    |                              | 1917                                         |
| 1917       | What I Really Wrote about The War (comentário político)                                   |                              | 1931                                         |
| 1918–20    | Back to Methuselah (peça)                                                                 | 1922                         | 1921; rev. 1930, 1945                        |
| 1919       | Peace Conference Hints (comentário político)                                              |                              | 1919                                         |
| 1919       | Ruskin's Politics                                                                         |                              | 1921                                         |
| 1920–21    | Jitta's Atonement (peça, adaptada do alemão)                                              | 1923                         | 1926                                         |
| 1923       | Saint Joan (peça)                                                                         | 1923                         | 1924                                         |
| 1925       | Imprisonment                                                                              |                              | 1925; rev. 1946 as The Crime of Imprisonment |
| 1928       | The Intelligent Woman's Guide to Socialism and Capitalism                                 |                              | 1928; rev. 1937                              |
| 1928       | The Apple Cart (peça)                                                                     | 1929                         | 1930                                         |
| 1929       | The League of Nations (comentário político)                                               |                              | 1929                                         |
| 1930       | Socialism: Principles and Outlook, e Fabianism (Fabian tract 233)                         |                              | 1929                                         |
| 1931       | Pen Portraits and Reviews                                                                 |                              | 1931                                         |
| 1931–34    | The Millionairess (peça)                                                                  | 1936                         | 1936                                         |
| 1932       | The Adventures of the Black Girl in Her Search for God (story)                            |                              | 1932                                         |
| 1932       | Essays in Fabian Socialism (tratados reimpressos com 2 novos ensaios)                     |                              | 1932                                         |
| 1932       | The Rationalization of Russia (comentário político)                                       |                              | 1964                                         |
| 1933       | The Future of Political Science in America (comentário político)                          |                              | 1933                                         |
| 1933       | Village Wooing (peça)                                                                     | 1934                         | 1934                                         |
| 1933       | On The Rocks (peça)                                                                       | 1933                         | 1934                                         |
| 1934       | The Simpleton of the Unexpected Isles (peça)                                              | 1935                         | 1936                                         |
| 1934       | The Six of Calais (peça)                                                                  | 1934                         | 1936                                         |
| 1934       | Short Stories, Scraps, and Shavings (histórias e peças de teatro)                         | 1934                         | 1934                                         |
| 1936       | Arthur and the Acetone                                                                    | 1936                         | 1936                                         |
| 1936       | Cymbeline Refinished (peça)                                                               | 1937                         | 1938                                         |
| 1936       | Geneva (peça)                                                                             | 1938                         | 1939; rev. 1939, 1940, 1946, 1947            |
| 1936–47    | Buoyant Billions (peça)                                                                   | 1948                         | 1949                                         |
| 1937–38    | Pygmalion                                                                                 | 1938                         | 1941                                         |
| 1938–39    | In Good King Charles's Golden Days (peça)                                                 | 1939                         | 1939; rev. 1947                              |
| 1939       | Shaw Gives Himself Away: An Autobiographical Miscellany                                   |                              | 1939                                         |
| 1944       | Everybody’s Political What's What (comentário político)                                   |                              | 1944                                         |
| 1948       | Farfetched Fables (peça)                                                                  | 1950                         | 1951                                         |
| 1948       | The RADA Graduates' Keeepsake and Counsellor (RADA handbook)                              |                              | 1948                                         |
| 1949       | Sixteen Self Sketches                                                                     |                              | 1949                                         |
| 1949       | Shakes versus Shav                                                                        | 1949                         | 1950                                         |
| 1950       | Why She Would Not (peça)                                                                  | 1957                         | 1960                                         |
| 1950       | Rhyming Picture Guide to Ayot Saint Lawrence                                              |                              | 1950                                         |

## Coleções publicadas durante a vida de Shaw
| Título | Ano da Publicação |
| --- | ----------------- |
| Plays Pleasant and Unpleasant: (Unpleasant: Widowers' Houses, The Philanderer and Mrs. Warren's Profession. Pleasant: Arms and the Man, Candida, The Man of Destiny, You Never Can Tell.)                                               | 1898              |
| Three Plays for Puritans (The Devil's Disciple, Caesar and Cleopatra, Captain Brassbound's Conversion) | 1901              |
| Dramatic Opinions and Essays: (crítica de teatro, Saturday Review 1895-98) | 1906              |
| Translations and Tomfooleries: (collection of short plays, including Jitta's Atonement; The Admirable Bashville; Press Cuttings; The Glimpse of Reality; Passion, Poison, and Petrification; The Fascinating Foundling; The Music-Cure) | 1926              |
| Our Theatres in the Nineties: (theatre criticism, Saturday Review 1895-98) | 1932              |
| Music In London: (crítica musical, Star 1888–89; World 1890-94) | 1937              |